# Política da Letónia

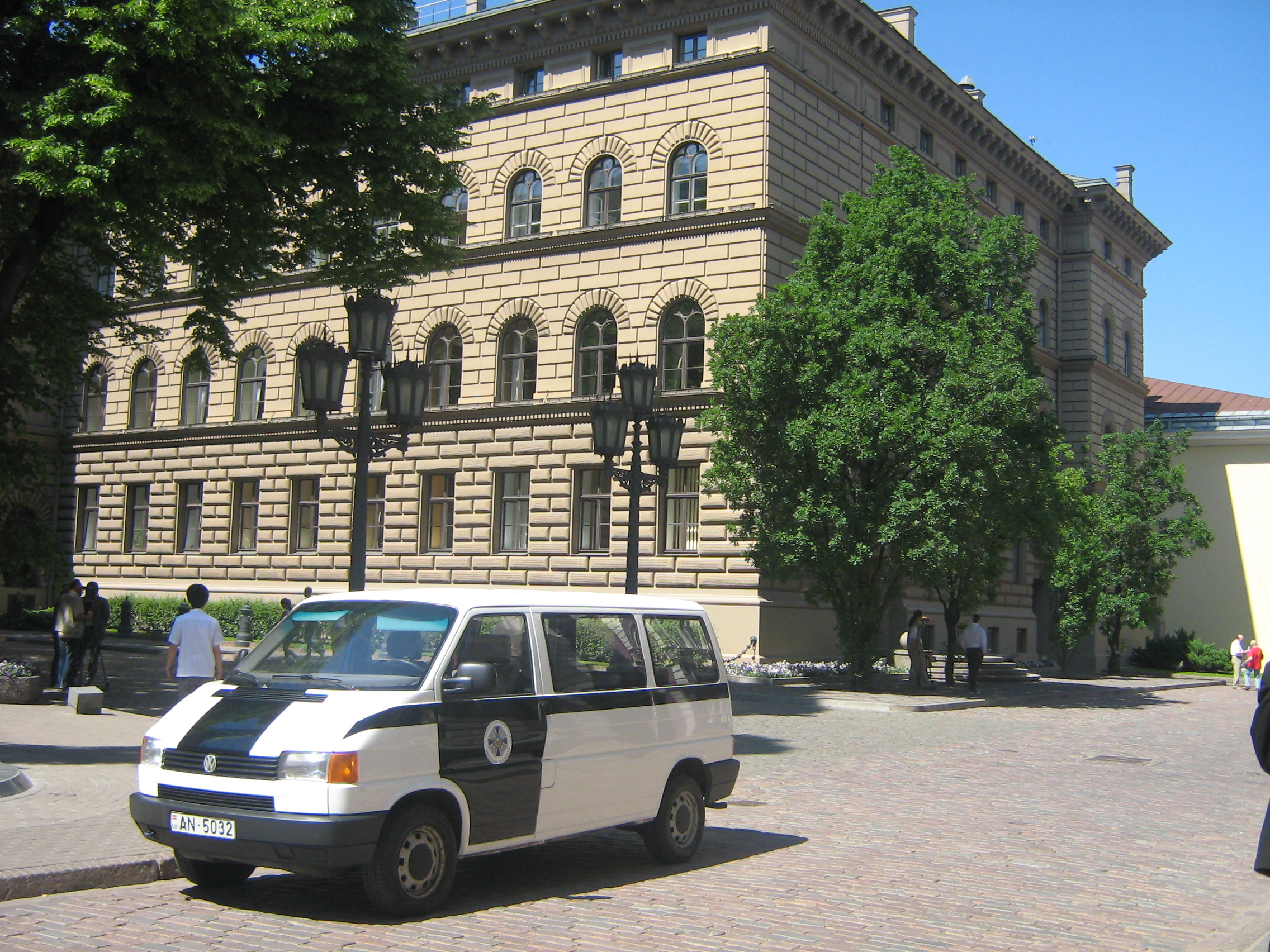
Saeima, o parlamento da Letónia.

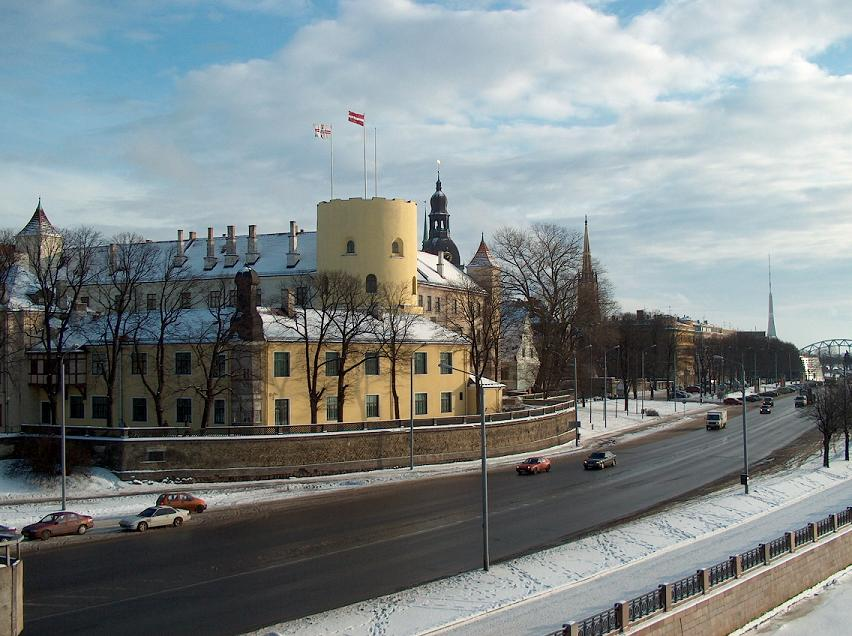
Castelo de Riga, sede do executivo.

O parlamento unicameral, chamado Saeima é atualmente o mais alto órgão de autoridade do estado na Letônia. Ele discute e aprova as leis propostas pelo primeiro-ministro letão. O primeiro-ministro possui total responsabilidade e controle sobre seu gabinete, e o presidente da república tem apenas uma função cerimonial como chefe de estado.
No outono de 1991, a Letônia reimplantou partes significativas de sua constituição de 1922, e na primavera de 1993 o governo realizou um recenseamento para determinar quem estava apto a votar.
Após quase 3 anos de debates, a Letônia concluiu uma lei sobre cidadania e naturalização no verão de 1994. Pela lei, aqueles que eram cidadãos da Letônia em 1940 e seus descendentes podem pedir a cidadania. Cerca de 46% da população do país não pertence à etnia letã; ainda assim, 85% dos eslavos étnicos estão aptos a requerer residência. O critério de naturalização inclui um conhecimento do idioma letão em nível de conversação, um juramento de lealdade, renúncia à cidadania anterior, e um conhecimento da constituição letã. Se permite a dupla cidadania para aqueles que foram forçados a abandonar a Letônia durante a ocupação soviética, e adotaram outra cidadania. Criminosos condenados, viciados em drogas, ex-agentes dos serviços de inteligência soviéticos e alguns outros grupos estão excluídos do direito à cidadania.
A 19 de Março de 1991, o Conselho Supremo aprovou uma lei explicitamente garantindo "direitos iguais a todas as nacionalidades e grupos étnicos" e "garantias a todos os residentes permanentes na república, independente de sua nacionalidade, aos mesmos direitos ao trabalho e a salários". A lei também proíbe "quaisquer atividades voltadas à discriminação por nacionalidade, ou à promoção de supremacia ou ódio nacional".